# Открытое аппаратное обеспечение

Логотип «open source hardware», разработанная Ассоциацией открытого аппаратного обеспечения

Откры́тое аппара́тное обеспече́ние (или свободное аппаратное обеспечение) — компьютерное и электронное аппаратное обеспечение, разработанное в том же стиле, что свободное и открытое программное обеспечение. Это часть открытой культуры, которая относит идеи открытого доступа и к иным областям применения (не только ПО).
Поскольку аппаратное обеспечение по своей природе отличается от программного, и концепция открытого аппаратного обеспечения является относительно новой, точное определение этого явления пока не сформулировано. Из-за того, что копирование аппаратного обеспечения требует денежных затрат, ни одно из определений, применимых к открытому программному обеспечению, не может быть применяться для аппаратуры без модификаций.

## История
Первые активности, направленные на создание первого аппаратного обеспечения, были начаты около 1997 года Брюсом Перенсом, автором определения Open Source, соучредителем Open Source Initiative и радиолюбителем. Он запустил программу «Программу сертификации Открытого аппаратного обеспечения», целью которой было позволить производителям оборудования самостоятельно лицензировать свою продукцию как открытую.
Вскоре после запуска программы Дэвид Фримен объявил о проекте спецификации открытого оборудования (OHSpec), ещё одной попытке лицензирования аппаратных компонентов, интерфейсы которых доступны публично, и создания совершенно новой вычислительной платформы в качестве альтернативы проприетарным вычислительным системам.

## Формы открытых аппаратных обеспечений

### 3D-принтеры
Среди открытого аппаратного обеспечения можно назвать следующие 3D-принтеры:
- RepRap
- Ultimaker[англ.]
- MakerBot[англ.]

### Компьютеры и их компоненты
- Arduino — открытая физическая вычислительная платформа;
- ERC32 — открытый 32-битный процессор, устойчивый к радиации, с системой команд SPARC V7;
- LEON — открытый 32-битный процессор RISC (SPARC V8);
- Open Graphics — проект, нацеленный на создание открытой архитектуры и стандарта графических карт;
- OpenSPARC — проект, с помощью которого созданы многоядерные процессоры UltraSPARC T1 и UltraSPARC T2 (Sun Microsystems);
- OpenRISC — группа разработчиков, работающая над созданием высокоскоростного RISC-процессора;
- OpenBook — проект планшетного ПК (VIA Technologies);
- RISC-V — открытая и свободная система команд (ISA — Instruction Set Architecture) и процессорная архитектура на основе концепции RISC[3] для микропроцессоров и микроконтроллеров;
- Simputer — КПК, нацеленный на использование в развивающихся странах;
- Все советские ЭВМ, за исключением ряда «клонов» ZX Spectrum, комплектовались альбомом электрических схем, что позволяло изучить их устройство и расширять или изменять функциональность для своих нужд. Более того, известны ЭВМ, такие как Радио-86РК, которые специально создавались с учётом этих целей. Однако, необходимые ключевые СБИС имели закрытую внутреннюю архитектуру; публиковались лишь сведения, необходимые для штатного включения микросхемы. Объём такой документации был далёк от необходимого для открытых архитектур.

### Телефоны
- Opencellphone.org — также известный как TuxPhone (2007).
- OpenMoko — проект по созданию открытого GSM смартфона (2007—2012).
- Project Ara (2013—2016, закрыт) — совместный проект Google и Motorola по созданию «блочного смартфона», отдельные модули которого могут быть легко заменены пользователем.

### Транспорт

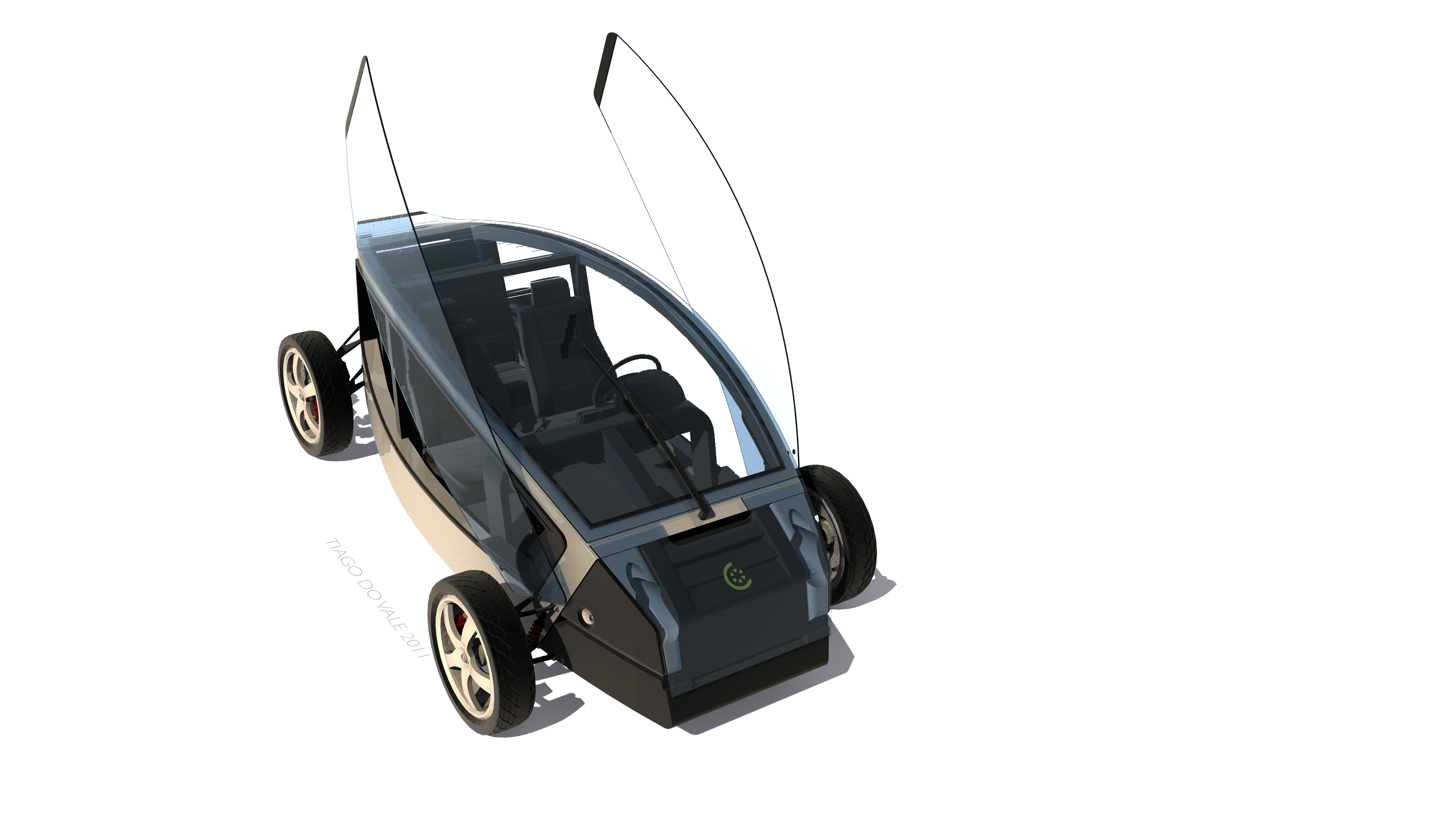
Один из вариантов дизайна открытого автомобиля

- OScar (англ. open source car) — первая попытка спроектировать автомобиль целиком, используя открытые принципы.
- Open Source Velomobile Development Project — проект разработки открытого Веломобиля.

### Другие проекты
Кроме Arduino, другими известными проектами открытого аппаратного обеспечения являются:
- BeagleBoard — одноплатный компьютер
- Chumby[англ.] — встраиваемый компьютер
- MIDIbox[англ.] — музыкальная MIDI-аппаратура
- Monome[англ.] — светодиодная и кнопочная матрица для управления синтезаторами
- WOWCube — портативная игровая консоль/головоломка

## Другие вещи, связанные с открытым аппаратным обеспечением

### Организации
- Open Hardware (OH) — проект, в котором проектировщики аппаратного обеспечения делятся своими разработками, публикуя принципиальные схемы и программное обеспечение (драйверы), используемые в их проектах. Дизайнеры открытого аппаратного обеспечения обсуждают свои разработки, помогают друг другу в поиске деталей или решений проблем проектирования, а также демонстрируют свои проекты.
- OpenCores — организация, создающая сообщество проектировщиков для поддержки открытых ядер процессоров, периферии и других устройств.
- Open Hardware Repository — проект созданный сотрудниками CERN для организации сообщества вокруг проектов с открытой аппаратной архитектурой и их реализации[4].
- Open Source Hardware Association[англ.] (OSHWA) — организация, позиционирующая себя как коллективный голос сообщества Open Hardware[5]. Организация также занимается сертификацией аппаратного обеспечения[6].

### Спецификации
- POWER — архитектура процессоров. В 2013 году компания IBM учредила консорциум OpenPOWER, предоставив полный доступ к спецификациям. Это дало возможность создавать собственные модификации чипов на базе набора команд POWER без необходимости отчислений[7].
- Wishbone — стандартная компьютерная шина для объединения модулей в системе на кристалле, выполненная в виде открытой спецификации.[8] Авторские права на стандарт переданы в общественное достояние, он широко используется в проектах OpenCores.